# Aleuroplatus claricephalus
Aleuroplatus claricephalus là một loài côn trùng cánh nửa trong họ Aleyrodidae, phân họ Aleyrodinae.
Aleuroplatus claricephalus được Takahashi miêu tả khoa học đầu tiên năm 1940.